# دیتیرامب‌های دیونیزوسی
دیتیرامب‌های دیونیزوسی که با نام دیونیزوس-دیتیرامب (آلمانی: Dionysos-Dithyramben) نیز شناخته می‌شود، مجموعه‌ای از ۹ شعر است که در نیمه دوم سال ۱۸۸۸ توسط فریدریش نیچه با نام مستعار دیونیزوس سروده شده است.
شش شعر اول («میان پرندگان شکاری»، «نشان آتش»، «غروب خورشید»، «آخرین وصیت‌نامه»، «شهرت و ابدیت» و «درباره فقر ثروتمندان») در ویرایش سال ۱۸۹۱ اثر چنین گفت زرتشت منتشر شد. سه شعر دیگر («مرثیه آریادنی»، »ای ابله! فقط شاعران!» «در میان دختران صحرا») تصنیف‌هایی هستند که در چنین گفت زرتشت کمی تغییر یافته است. «روح و روان» در پایان چاپ اول کتاب «اینک انسان» در سال ۱۹۰۸ منتشر شد؛ اکنون به‌عنوان بخش ضروری «دیونیزوس-دیتیرامب» تلقی می‌شود.

## موسیقی
آندره کازانووا در سال ۱۹۶۴ متنی از دیونیسوس-دیتیرامب را در سمفونی سوم خود گنجاند. ولفگانگ ریم اپرایی به نام دیونیزوس ساخت و لیبرتوی خود را از دیتیرامب‌های دیونیزوسی گردآوری کرد. این نمایش برای اولین بار در جشنواره زالتسبورگ در ۲۷ ژوئیه ۲۰۱۰ اجرا شد.